# Neocyclops magnus
Neocyclops magnus – gatunek widłonoga z rodziny Halicyclopidae. Opisał go w 1949 roku brytyjski lekarz i zoolog-limnolog Robert Beresford Seymour Sewell, nadając mu nazwę Eurycyclops magna.